# Чудновили родитељи: Још чуднији
Чудновили родитељи: Још чуднији (енгл. The Fairly OddParents: Fairly Odder) америчка је хумористичка играно-анимирана телевизијска серија коју је развио Кристофер Џ. Новак за Paramount+. Наставак је анимиране серије Чудновили родитељи (2001—2017). Премијерно је приказује Paramount+ од 31. марта 2022. у САД, односно Nickelodeon од 5. септембра 2022. у Србији.

## Премиса
Настављајући годинама након оригиналне серије, Чудновили родитељи: Још чуднији прати рођаку Тимија Тарнера, Вивијан „Вив” Тарнер, и њеног полубрата Роја Раскина, док се крећу животом у Димсдејлу уз помоћ својих вилинских кумова, Козма и Ванде, које им је поклонио сада старији Тими након одласка на колеџ.

## Ликови
- Одри Грејс Маршал као Вивијан "Вив" Тарнер, придошлица у Димсдејлу која се уселила код своје нове породице, која након што је наследила виле Козма и Ванду од свог рођака тимија, мора да дели жеље са својим полубратом Ројем.

- Тајлер Владис као Рој Раскин, локална звезда Димсдејла у школском кошаркашком тиму, који дели жеље вила Козма и Ванде са својом полусестром, Вив, којој се брзо допадне. Он не зна да је Зина јако заљубљена у њега.

- Рајан-Џејмс Хатанака као Тај Тарнер, Вивин отац и Ројев очух, који ради као полупрофесионални плесач. Дели ову страст са Рејчел.

- Лаура Бел Банди као Рејчел Раскин, Ројева мајка и Вивина маћеха, која ради као балска плесачица. Дели ову страст са Тајем.

- Имоџен Коен као Зина Закаријас, Вивина најбоља другарица, јако је заљубљена у Роја.

- Сузан Блејксли као Ванда, једна од Вивиних и Ројевих вилинских кумова, и Козмова жена. Блејкслијева репризира своју улогу из оригиналне анимиране серије и филмова.

- Даран Норис као Козмо, један од Вивиних и Ројевих вилинских кумова, и Вандин муж; и Јорген Вон Стренгл, строги вођа вила. Норис репризира своје улоге из оригиналне анимиране серије и филмова.

- Гарет Клејтон као Дастан Ламберлејк, славна звезда поп музике.

- Мери Кејт Вилс као Вики, зла наставница у ОШ "Димсдејл", и некадашња бебиситерка Тимија Тарнера.

- Карлос Алазраки као Дензел Крокер, некадашњи наставник у ОШ "Димсдејл" који је опседнут вилама. Алазраки репризира своју улогу из оригиналне анимиране серије, играног филма и анимације.

- Кејлеб Пирс као Тими Тарнер, протагониста оригиналне серије Чудновили родитељи и Вивин рођак, којој даје виле Козма и Ванду пре одласка на колеџ.

## Улоге

### Главне
| Улога                | Глумац               | Српски глас                |
| -------------------- | -------------------- | -------------------------- |
| Вивијан „Вив” Тарнер | Одри Грејс Маршал    | Јована Васић               |
| Рој Раскин           | Тајлер Владис        | Виктор Мајер               |
| Тај Тарнер           | Рајан-Џејмс Хатанака | Милан Тубић                |
| Рејчел Раскин        | Лора Бел Банди       | Маријана Живановић Чубрило |
| Зина Закаријас       | Имоџен Коен          | Мина Ивановић              |
| Улога                | Оригинални глас      | Српски глас                |
| Ванда                | Сузана Блејксли      | Ана Симић Кораћ            |
| Козмо                | Даран Норис          | Виктор Влајић              |

### Споредне
| Улога              | Глумац            | Српски глас                |
| ------------------ | ----------------- | -------------------------- |
| Дастан Ламберлејк  | Гарет Клејтон     | Милан Антонић              |
| Вики               | Мери Кејт Вајлес  | Марија Стокић              |
| Дензел Крокер      | Карлос Алазраки   | Милан Тубић                |
| Тими Тарнер        | Кејлеб Пирс       | Виктор Влајић              |
| Нејт Пунишић       | Лијам Кајл        | Никола Тодоровић           |
| Џуди Каменолика    | Лесли Маргерита   | Маријана Живановић Чубрило |
| Кортни             | Анака Фурнере     | Ирина Арсенијевић          |
| Думонт             | Кристијан Литл    | Марко Ћурчић               |
| Касиди Млађа       | Рика Гош          | Ивана Тењовић              |
| Касиди Старија     | Кави Ладњије      | Ања Орељ                   |
| Касидо             | Габријел Бурафато | Браснислав Јевтић          |
| Бака Зез Раскин    | Лора Бел Банди    | Милена Моравчевић          |
| Улога              | Оригинални глас   | Српски глас                |
| Јорген вон Стренгл | Даран Норис       | Милош Ђуричић              |

## Епизоде
| #   | #   | Наслов     | Српски наслов                    | Режисер                 | Сценариста          | Премијера      | Премијера у Србији  |
| --- | --- | ---------- | -------------------------------- | ----------------------- | ------------------- | -------------- | ------------------- |
| 1.  | 1.  |            | Торта, игра и панталоне од злата | Мајк Карон              | Кристофер Џ. Новак  | 31. март 2022. | 5. септембар 2022.  |
| 2.  | 2.  |            | Забрањена фраза                  | Евелин Беласко          | Саманта Мартин      | 31. март 2022. | 7. септембар 2022.  |
| 3.  | 3.  |            | Краљ Ројда                       | Адам Вајзман            | Кристофер Џ. Новак  | 31. март 2022. | 9. септембар 2022.  |
| 4.  | 4.  |            | Викин најбољи друг               | Адам Вајзман            | Анџела Јарбро       | 31. март 2022. | 8. септембар 2022.  |
| 5.  | 5.  |            | Варалица са колачићима           | Адам Вајзман            | Мараја Смит         | 31. март 2022. | 12. септембар 2022. |
| 6.  | 6.  |            | Престо                           | Евелин Беласко          | Сем Бекер           | 31. март 2022. | 6. септембар 2022.  |
| 7.  | 7.  |            | Обрачун                          | Адам Вајзман            | Џена Мартин         | 31. март 2022. | 14. септембар 2022. |
| 8.  | 8.  |            | Назад на скутер                  | Адам Вајзман            | Саманта Мартин      | 31. март 2022. | 15. септембар 2022. |
| 9.  | 9.  |            | Кодзила                          | Евелин Беласко          | Сем Бекер           | 31. март 2022. | 16. септембар 2022. |
| 10. | 10. |            | Рој-Ноћио                        | Леонард Р. Гарнер Млађи | Анџела Јарбро       | 31. март 2022. | 19. септембар 2022. |
| 11. | 11. |            | Апликација "жеља"                | Елвира Ибрагимова       | Ник Досман          | 31. март 2022. | 13. септембар 2022. |
| 12. | 12. |            | Виле, напред!                    | Леонард Р. Гарнер Млађи | Саманта Мартин      | 31. март 2022. | 20. септембар 2022. |
| 13. | 13. | Мајк Карон | Виле, напред!                    | Сем Бекер               | 21. септембар 2022. | 31. март 2022. |                     |